# Иоанн (Швец)
Иоа́нн (в миру Ива́н Фёдорович Швец, укр. Іван Федорович Швець; 22 ноября 1955, село Лашковка, Кицманский район, Черновицкая область) — архиерей Православной церкви Украины, епископ Белогородский, викарий Киевской епархии, настоятель прихода Рождества Пресвятой Богородицы в Святошинском районе в Киеве. В 2013—2018 годах — иерарх УПЦ Киевского патриархата на покое. В 2009—2013 годах — иерарх УАПЦ.

## Биография
Родился 22 ноября 1955 года на Буковине в селе Лашковка Кицманского района, Черновицкой области в семье священника Феодора Швеца. Родители — родом из села Залесцы Тернопольской области вблизи Почаева.
После окончания средней школы и службы в армии, вместе с братом-близнецом Александром поступил в Одесскую духовную семинарию, которую окончил в 1979 году.
В июне 1979 года, после окончания Одесской духовной семинарии был рукоположён в сан священника. С 1979 по 1989 год служил в Самборе Львовской области. В 1986 году окончил Московскую духовную академию. С 1989 по 1992 год служил в кафедральном соборе святого Юра города Львова. В это время был членом правления Львовского общества украинского языка им. Тараса Шевченко.
В 1992 году назначен проректором Киевской православной богословской академии УПЦ КП. С тех пор и до осени 2006 года преподавал несколько богословских дисциплин. В 1997 году получил степень кандидата богословия. Автор ряда книг и статей, связанных с историей православия, издал несколько сборников собственных поэтических произведений. Им были основаны на украинском телевидении комментарии праздничных богослужений (1993—1995). Был частым гостем программ украинского телевидения и радио, а также на волнах Всемирной службы украинского радио. Избран духовником общественной организации «Киевское Богоявленское братство».
5 августа 2006 года овдовел. Был принят в УАПЦ. По словам первоиерарха УАПЦ митрополита Мефодия (Кудрякова): «Мы долго думали или его принимать. Он просто нас убедил, что горит безграничной любовью к Украине, что возрождение духовности он видит в только в Автокефальной Церкви».
29 октября 2010 года пострижен митрополитом Мефодием (Кудряковым) в монашество и вознесён к сану архимандрита. 29 октября 2010 года в Кафедральном Храме Рождества Христова в Тернополе был рукоположён во епископа Святошинского, викария Киевской епархии. 9 января 2011 года объявил о переходе Свято-Успенского храма УПЦ КП в Самборе, где настоятельствовал его брат Александр Швец, в УАПЦ. В связи с этим иерарх УПЦ КП епископ Дрогобычский и Самборский епископ Матфей (Шевчук) обратился к верующим с официальным письмом, где призывал прихожан Свято-Успенского храма в Самборе «не поддаваться на такие противоправные и антицерковные действия». «Киевский Патриархат в самборской общине есть и его никто не отменит».
18 февраля 2011 года указом митрополита Киевского и всея Украины Мефодия и в соответствии с решением Архиерейского Собора УАПЦ от 3 февраля 2011 год назначен управляющим Львовско-Самборской Епархией с титулом «епископ Львовский и Самборский».
23 марта 2013 года в Самборе вместе с девятерыми священниками провёл чрезвычайное епархиальное собрание, которое постановило перейти в состав Киевского Патриархата: «Признать необходимым объединение УАПЦ и УПЦ КП в единую Украинскую Православную Церковь. Признать положение дел в УАПЦ таким, что не способствует развитию автокефальной Православной Церкви в Украине и тормозит её признания со стороны Вселенского Православия. Признать дальнейшее нахождение Львовско-Самборской епархии в составе УАПЦ нецелесообразным и таким, что тормозит процесс создания в Украине единой Поместной Православной Церкви».
13 мая 2013 года согласно поданному прошению принят в состав УПЦ Киевского Патриархата и назначен и настоятелем прихода Рождества Пресвятой Богородицы в Святошинском районе города Киева. Помимо Иоанна (Швеца), в то время в Киевский Патриархат ушли ещё тре иерархов УПАЦ: епископ Фастовский" Михаил (Бондарчук), архиепископ Уманский Иоанн (Модзалевский), епископ Хмельницкий и Каменец-Подольский Адриан (Кулик). Причиной столь массового исхода архиереев из УАПЦ белорусский исследователь церковный расколов Александр Слесарев назвал глубокий системный кризис, поразивший УАПЦ, проявлениями которого были: концентрация полноты церковной власти в руках предстоятеля УАПЦ и фактическая отмена практики созыва Поместных Соборов УАПЦ, бездеятельность Патриархии УАПЦ, низкий уровень богословских учебных заведений УАПЦ, необразованность священнослужителей, регулярно наблюдаемое вымогательство епископами УАПЦ средств и другого имущества у духовенства, инертность в вопросе межправославного диалога, отсутствие общецерковных СМИ УАПЦ.
Предстоятель УАПЦ митрополит Мефодий (Кудряков) сказал о Иоанне (Швеце), что за время его двухлетнего пребывания на Львовской епархии он не мог создать ни одного прихода. «У него там ничего не было. Пришёл к нам налегке и с Богом ушёл налегке. Я могу сказать честно, никого он не увёл. Потому что он ничего не имел». Уход Иоанна (Швеца) и ещё одного архиерея УАПЦ, Адриана (Кулика), в Киевский патриархат он сравнил и избавлением от лишнего «балласта»: «Я ещё раз могу только подтвердить, без ничего они пришли, наделали вреда и так же без ничего они вышли».
15 декабря 2018 года в храме Святой Софии в Киеве вместе со всеми другими архиереями УПЦ КП принял участие в объединительном соборе.